# Unwell
«Unwell» es una canción de la banda estadounidense de rock alternativo Matchbox Twenty, lanzado a través de Atlantic Records el 3 de febrero de 2003 como el segundo sencillo de su tercer álbum de estudio More Than You Think You Are (2002). La canción fue escrito por el cantante principal de Matchbox Twenty, Rob Thomas. Tuvo éxito en la radio estadounidense, pasó 18 semanas en la cima de la lista Billboard Adult Top 40 y dos semanas en la cima de la lista Billboard Hot Adult Contemporary Tracks. También alcanzó el número 5 en el Billboard Hot 100 y se convirtió en un éxito entre los 20 primeros en Australia y Nueva Zelanda. 
La canción fue nominada a un premio Grammy en 2004 a la mejor interpretación pop de un dúo o grupo con voz.

## Video musical
El video musical fue dirigido por Meiert Avis, el video musical presenta predominantemente al cantante principal Rob Thomas viendo varios sucesos extraños en todo momento, mientras canta la canción. Los otros miembros de la banda solo aparecen en cameos, especialmente cuando Thomas sube a un metro y se los ve en el fondo. La apariencia de los otros compañeros de banda también está alterada como la mayoría del video (sus narices son bastante grandes). Los otros miembros de la banda también se ven al final del video reunidos en la habitación de Thomas, y cada uno toma su turno para despedirse de la cámara antes de que Thomas también lo haga al final del video. Una de las razones por las que Thomas eligió a Avis para dirigir es porque su concepto para el video era lo más parecido a un viaje con ácido de todas las demás ideas.

## Lista de canciones
US promo CD
1. Callout research hook – 0:13
2. "Unwell" (versión álbum) – 3:48

Australian CD single
1. "Unwell" (Avid Rough Cut 1) – 3:55
2. "All I Need" (En vivo) – 3:41
3. "Unwell" (acústico) – 4:12

## Posicionamiento en lista
| Lista (2003–2004)                   | Mejor posición |
| ----------------------------------- | -------------- |
| Australia (ARIA)                    | 12             |
| Nueva Zelanda (Recorded Music NZ)   | 8              |
| Romania (Romanian Top 100)          | 100            |
| Reino Unido (UK Singles Chart)      | 83             |
| Estados Unidos (Billboard Hot 100)  | 5              |
| Estados Unidos (Adult Contemporary) | 1              |
| Estados Unidos (Adult Top 40)       | 1              |
| Estados Unidos (Mainstream Top 40)  | 3              |